# Essay
Essay kommer af det franske ord Essai, forsøge eller afprøve. Det er i høj grad kendetegnende for essayets form. "Essais de Michel de Montaigne", 1580, er det første forsøg i genren.
Et essay ligger tæt på den specielle danske avisgenre kronikken: et personligt udgangspunkt i en aktuel problematik. Genren indeholder gerne noget personligt, konkret, alment og abstrakt.
Essayet er en blandingsform, hvori synspunkter kan formidles ved hjælp af alle skønlitterære virkemidler; indholdet er hentet fra virkeligheden og dagligdagens oplevelser og erfaringer, men formen kan være højstemt. Formen er snarere søgende, og den kan være åben og har en grundstemning af fortrolighed og invitation til fælles undren.
Essayisten vil gerne dele tanker – og ikke først og fremmest oplyse eller overbevise. Denne kan stille spørgsmål, men formulerer dem ikke præcist.
Essayformen er velegnet til at beskrive bestemte personlige oplevelser eller følelser. Emnet behandles let og elegant – og med stort engagement. Forfatteren arbejder med sproget og "forsøger" sig med farverige ord, billedsprog, sammenligninger, modstillinger og ethvert virkemiddel, der kan oplyse emnet.
Forfatteren kan henvende sig direkte til læseren, samt at stille spørgsmål uden selv at besvare dem.
Forfatteren henvender sig til læseren der ved noget om emnet men ønsker at få udvidet sin viden - inklusive ved selv undervejs, samt efter endt læsning at tænke videre over emnet.
Nøgleord til essayformen er:
- personlige erfaringer
- at opleve – sanser
- at erindre – stemning
- billede – metaforer
- at tænke over

## Reference
1. ↑  "Forfatter Thorkild Borup-Jensen ::Essayet". Arkiveret fra originalen 2. marts 2014. Hentet 17. marts 2013.